# Lichnoptera moestoides
Lichnoptera moestoides är en fjärilsart som beskrevs av Paul Dognin 1912. Lichnoptera moestoides ingår i släktet Lichnoptera och familjen Pantheidae. Inga underarter finns listade i Catalogue of Life.